# Cégep régional de Lanaudière à Joliette
Le Cégep de Lanaudière à Joliette est l'un des trois collèges (avec celui de Terrebonne et celui de L'Assomption) constituants du Cégep de Lanaudière.

## Histoire
Le collège constituant de Joliette était à l'origine le Cégep de Joliette. Il avait été institué le 3 avril 1968 par le Conseil des ministres de la Province de Québec, selon la Loi des Collèges d’enseignement général et professionnel. Il s'installe alors dans les locaux du Séminaire de Joliette.
Avant 1968, l'enseignement de niveau secondaire et collégial était dispensé par le Séminaire de Joliette dirigé par les Clercs de Saint-Viateur. Depuis 1986, l'enseignement secondaire est dispensé par l'Académie Antoine-Manseau.
En 1998, le Cégep de Joliette, avec le Collège de L'Assomption (volet enseignement collégial) sont intégrés dans une nouvelle entité, le Cégep régional de Lanaudière. Ils deviennent des collèges constituants tout comme le nouveau collège constituant de Terrebonne.
Le 18 avril 2016, le bâtiment du collège est cité comme immeuble patrimonial par la ville de Joliette.

### Évolution de l’édifice
L’édifice va subir de nombreuses rénovations au cours des années, notamment pour répondre à la croissance du nombre d’inscriptions, pour réparer ou rebâtir à la suite d’un incendie et pour que l’édifice respecte les normes de sécurité.

#### Le Collège Joliette
L’histoire de l’édifice débute dans les années 1840. Barthélemy Joliette promet de fournir une école à son village, mais il ne pourra pas réaliser son souhait avant 1844, lorsque le statut de paroisse sera octroyé. À partir de ce moment, des tractations avec Louis Querbes, fondateur des Clercs de Saint-Viateur, en France, seront amorcées afin d’amener des frères au Village de l’Industrie pour dispenser l’enseignement. Lors d’échanges entre Louis Querbes et le vicaire Hyacinthe Hudon, ce dernier lui mentionne que l’édifice est déjà construit et que « c’est une très belle maison toute neuve en pierre, à 2 étages, de 80 pieds de long sur 40 de large avec cave, cuisine spacieuse au rez-de-chaussée. » On remarque donc que l’édifice est construit avant même l’arrivée de la congrégation.
Les classes du Collège Joliette sont inaugurées pour le début de l’année scolaire de 1846 et près de 40 élèves y sont inscrits. C’est Monseigneur Ignace Bourget qui se rend en France, pendant l’année 1846, afin de négocier la venue des clercs pour l’enseignement. Il annonce en décembre 1846 que quatre frères seront envoyés à Joliette. Les trois premiers arriveront à la fin du mois de mai 1847. En 1850, Barthélemy Joliette cède le collège ainsi que le terrain à la congrégation religieuse.
Après le legs du collège aux clercs, des rénovations importantes sont commencées afin de répondre au nombre élevé d’inscriptions. Tout d’abord, une aile en bois de deux étages est ajoutée derrière l’édifice. Elle permet d’accueillir des classes supplémentaires ainsi qu’une chapelle. En 1858, une autre aile, mais de pierre, est construite. Perpendiculaire à l’édifice d’origine, cette aile à trois étages abrite une chapelle, une salle d’étude ainsi qu’une salle de récréation. En 1857, la première aile en bois est réduite en cendres par un incendie. Il faut attendre 10 ans plus tard pour qu’une nouvelle aile, en briques, vienne la remplacer. Entre-temps, l’édifice original se voit ajouter un troisième étage. En 1875, une nouvelle aile est ajoutée, l’aile Michaud. Elle est baptisée ainsi en l’honneur du père Joseph Michaud, architecte des clercs de Saint-Viateur. Il s’agit d’une aile à quatre étages et entièrement faite de briques. Un étage sera ajouté sept ans plus tard.
En 1881, la construction de la chapelle du Sacré-Cœur, chef-d’œuvre du père Cyrille Beaudry, est commencée. L’aile de pierre, construite en 1858, est entièrement rénovée et trois étages supplémentaires y sont ajoutés en 1888. Cette même année, l’édifice original se voit ajouter deux étages ainsi qu’une tour. L’année qui suit, un nouveau pavillon est construit dans la cour de récréation. Ce pavillon sert de salle de lecture et de fumoir. Cette même année, l’aile de briques construite en 1875 est agrandie, en plus de se voir ajouter une section supplémentaire pour y installer des toilettes. Une piscine sera aussi construite en 1899 sous la supervision du père Cyrille Beaudry. Finalement, pendant les rénovations de la deuxième partie du XIXe siècle, certaines installations seront modernisées afin de profiter de l’électricité, comme des lampes.

#### Le Séminaire de Joliette
En 1904, lors de la fondation du diocèse de Joliette, le Collège Joliette devient le Séminaire de Joliette. Les rénovations et constructions sont moins nombreuses au XXe siècle, mais demeure tout de même importantes. En 1907, l’édifice original, qui avait été agrandi par les clercs en 1888, doit être détruit, car il devient dangereux. Il sera remplacé par l’aile des professeurs en 1910 et abrite l’administration du cégep aujourd’hui. En 1926, une autre aile est construite, l’aile Bonin. Elle est nommée d’après le chanoine François-Régis Bonin et ses deux frères, qui étaient très impliqués dans la communauté, notamment par des dons monétaires à diverses organisations. Les locaux de cette aile sont à la fine pointe de la technologie, autant les locaux de sciences que de musique. La partie la plus importante de cette aile est une salle académique, qui deviendra la salle Rolland-Brunelle en 1983.
En 1953, à la suite du centenaire de la création de l’institution, une autre aile est ajoutée. Il s’agit de l’aile du Centenaire, ou l’aile C, dans laquelle on retrouve une cafétéria, les chambres des philosophes ainsi que des bibliothèques. En 1957, un incendie important éclate dans le séminaire. En début d’après-midi, alors que les étudiants et la majorité des enseignants assistent à une démonstration des cadets dans la cour, l’aile de brique de 1875 prend en feu. Les pompiers, dont certains appelés en renfort depuis Montréal, vont maîtriser l’incendie pendant une bonne partie de l’après-midi, mais le feu reprend en début de soirée. L’aile Michaud était déjà très endommagée et lors de la reprise, c’est la chapelle du Sacré-Cœur qui est détruite en plus. Pendant la seconde intervention, trois pompiers sont entraînés dans une chute lorsque le plancher cède sous leurs pieds. Heureusement, les trois s’en sortent grâce au travail de leurs collègues. Après le bilan de la situation et des dégâts, une aile est construite, en 1960, pour remplacer l’aile Michaud. Elle est baptisée l’aile Beaudry, en l’honneur du père Cyrille Beaudry, qui a été le supérieur du Collège Joliette pendant 40 ans et sous son influence, « le juvénat a pris beaucoup d’importance, sans compter que plusieurs de ses membres ont par la suite été envoyés en Europe afin de parfaire leurs études. » Ils vont contribuer à l’importance de la culture dans la ville de Joliette et ses environs. En 1968, le Séminaire de Joliette devient le Cégep de Joliette après sa vente par les clercs de Saint-Viateur et le dépôt du rapport Parent.

#### Cégep de Joliette
Officiellement, le Cégep de Joliette est locataire entre 1968 et 1973, année où il devient propriétaire de l’édifice. Mis à part l’ajout d’un étage supplémentaire à l’aile Bonin et Beaudry, il n’y aura pas de travaux d’envergure comme ceux précédemment réalisés. Les rénovations concernent avant tout l’intérieur de l’édifice. Par exemple, il sera mis aux normes de sécurité, les locaux servant de dortoirs sont réaménagés en salle de classe ou en bureau et certaines restaurations seront faites. Une des contraintes les plus importantes rencontrées au cours des rénovations est la présence d’amiante comme isolant, ce qui entraîne irrémédiablement des coûts supplémentaires à chaque occasion.

## Programmes
Le Cégep de Lanaudière à Joliette est autorisé à offrir plusieurs programmes préuniversitaires. Il offre notamment un programme en musique traditionnelle unique au Québec.

### Programmes préuniversitaires
- Tremplin DEC
- Sciences humaines, profil Individu et enjeux sociaux
- Sciences humaines, profil Regards croisés sur le monde
- Sciences humaines, profil Entreprise
- Sciences humaines et Musique (Double DEC)
- Sciences de la nature
- Sciences de la nature et Musique (Double DEC)
- Sciences de la nature et Sciences humaines (Double DEC)
- Arts, lettres et communication, option Cinéma
- Arts, lettres et communication, option Littérature
- Arts, lettres et communication, option Langues
- Arts, lettres et communication et Musique (Double DEC)
- Sciences, informatique et mathématique
- Musique
- Arts visuels

### Programmes techniques
- Gestion et technologies d'entreprise agricole | Profil Végétal
- Gestion et technologies d'entreprise agricole | Profil Animal
- Technologie de la production horticole agroenvironnementale
- Technologie des procédés et de la qualité des aliments
- Soins infirmiers
- Soins infirmiers pour infirmier/infirmière auxiliaire
- Technologie du génie civil
- Techniques d'éducation spécialisée
- Technologie du génie électrique | Réseaux et télécommunications
- Techniques de comptabilité et de gestion | Profil Administration générale
- Techniques de comptabilité et de gestion | Profil Administration publique
- Techniques professionnelles de musique et chanson | Spécialisation : Interprétation | Profil Musique Jazz-Pop
- Techniques professionnelles de musique et chanson | Spécialisation : Interprétation | Profil Musique Traditionnelle
- Techniques de l'informatique | Conception et développement d'applications
- Gestion de commerces

Gestion et technologies d'entreprise agricole, Technologie de la production horticole agroenvironnementale et Technologie des procédés et de la qualité des aliments bénéficient respectivement d'une ferme-école, d'un bâtiment d'horticulture et d'un complexe agroalimentaire.
De plus, le Cégep de Lanaudière à Joliette est impliqué dans son milieu culturel et économique. Par exemple, au niveau économique, les étudiants des Techniques administratives organisent à chaque année le Salon Cégep en Affaires. Les étudiants sont associés avec une boutique des Galeries Joliette et ils présentent le travail effectué durant la session à l'occasion du salon.